# Публий Попиллий Ленат (легат)
Пу́блий Попи́ллий Ленат (лат.  Publius Popillius Laenas; III век до н. э.) — римский политический деятель из плебейского рода Попиллиев, легат в 210 году до н. э. Сенат направил его вместе с Луцием Генуцием и Публием Петелием в качестве посла к нумидийскому царю Сифаксу, чтобы заключить союз с этим правителем и передать ему дары. Легаты должны были посетить и более мелких африканских царьков, чтобы завязать с ними дружественные отношения.
Вероятно, сыном Публия был нобиль с тем же именем, который в 180 году до н. э. занимался организацией латинской колонии в области Пизы.